# Eugenio Antonio Benni
Eugenio Antonio Benni (Hayange, 8 gennaio 1939 – Chieti, 2 maggio 2009) è stato un fumettista italiano. È noto per essere stato uno dei fumettisti che ha disegnato i personaggi di Capitan Miki, Il grande Blek e L'Uomo Mascherato.

## Biografia
Nasce ad Hayange, cittadina francese del dipartimento della Mosella nella regione della Lorena, da padre francese e madre italiana; si trasferisce poi in giovane età presso i nonni materni, Antonina Ciampoli e Salvatore Di Benedetto, a Raiano, in Abruzzo, dove passerà il resto della vita.
Diplomatosi nel 1960 in pittura presso l'Istituto d'Arte di Sulmona, comincia l'attività di fumettista già dall'anno successivo grazie all'incontro con Nicola Del Principe che lo ingaggia nel proprio studio.
Il sodalizio con Del Principe si rivelerà molto prolifico e durerà fino alla fine degli anni '80.
In questi anni Benni lavora a una vasta serie di fumetti, tra i quali Yuma Kid per la Casa Editrice Il Ponte Bianconi, del quale cura anche i testi, Pat Emoul, che verrà successivamente pubblicato dai Fratelli Spada nel Superalbo Rip Kirby, Tom Billy By, Zorro, Robin Hood, Joe Ringo, La Freccia Nera, Il Camionista, Gol/Il Centravanti, Il Tromba, Alcina la Maga, Angelica, Teodora e molti altri, tra i quali spiccano i più prestigiosi Capitan Miki e Il grande Blek.
Nello stesso periodo produce anche una serie di vignette pubblicate dalla rivista Il Solletico.
All'inizio degli anni ottanta Benni inizia a collaborare con lo studio di Alberto Giolitti di Roma, per il quale realizzerà una serie di fumetti di genere horror-splatter; a breve distanza seguiranno le pubblicazioni degli albi Zippo Panino e Sfitty per la Editrice Bianconi.
All'inizio degli anni novanta Benni inizia la collaborazione con Romano Felmang realizzando i disegni di Phantom (Uomo Mascherato), che lo porterà ad aggiungere il proprio nome alla lista dei fumettisti che, negli anni, si sono alternati nel disegno di quello che è considerato uno dei più famosi fumetti del mondo.
Lavorerà con Felmang fino alla seconda metà del 2000.
Il 2 maggio 2009 Benni muore presso l'ospedale di Chieti all'età di 70 anni.

## Riconoscimenti
- Nel 2019, a Raiano, è nata la Fondazione "Centro Studi e Ricerche Benni/Di Biase" che ne conserva la memoria e le opere e che ha realizzato un documentario a lui dedicato "Eugenio Benni - Il disegno di una vita".
- Mostra presso "Coworking SPQwoRk" di Roma (2013)[3]